# Geburt Jesu (Notre-Dame-en-Vaux)

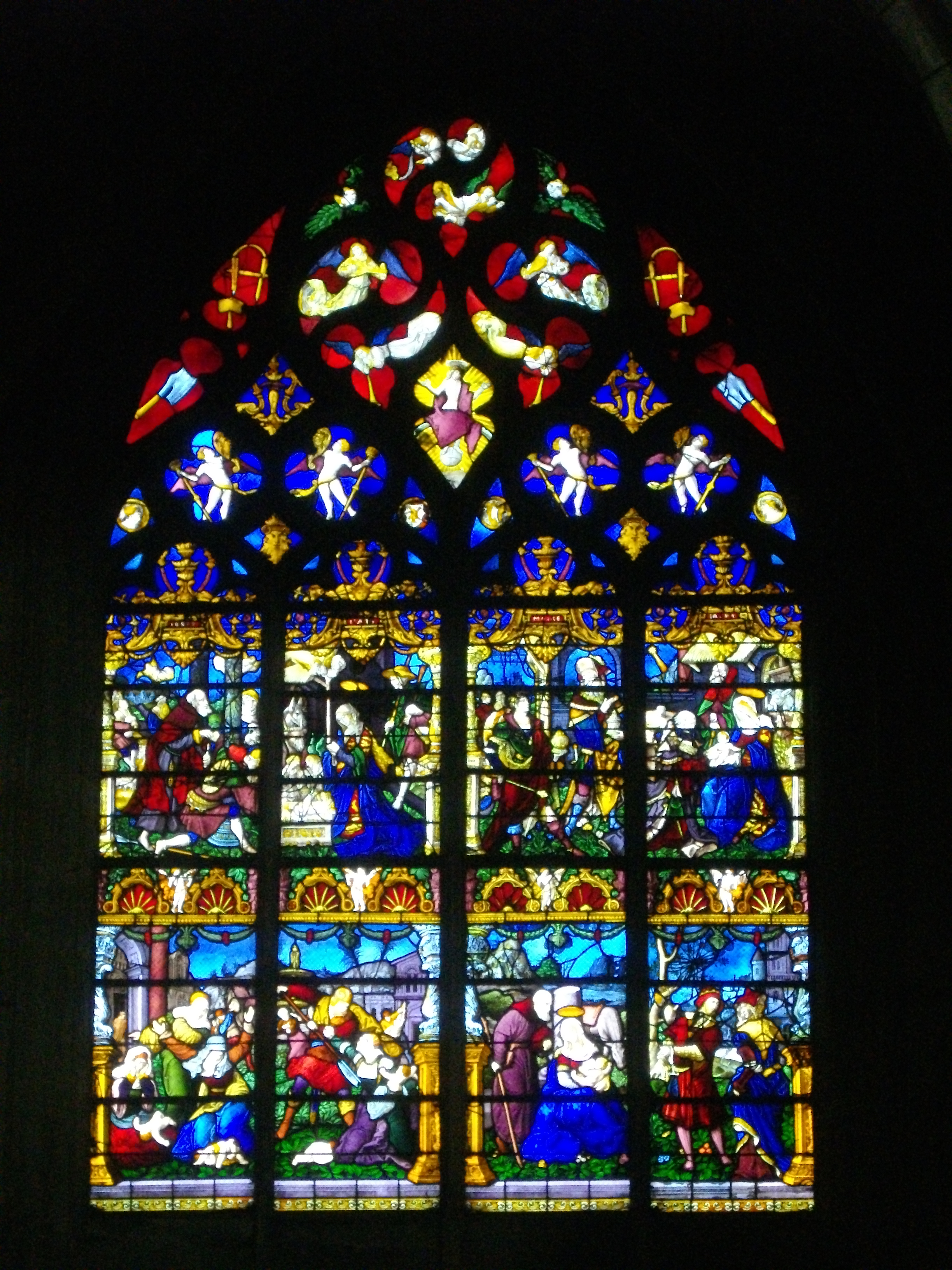
Fenster Geburt Jesu in Châlons-en-Champagne

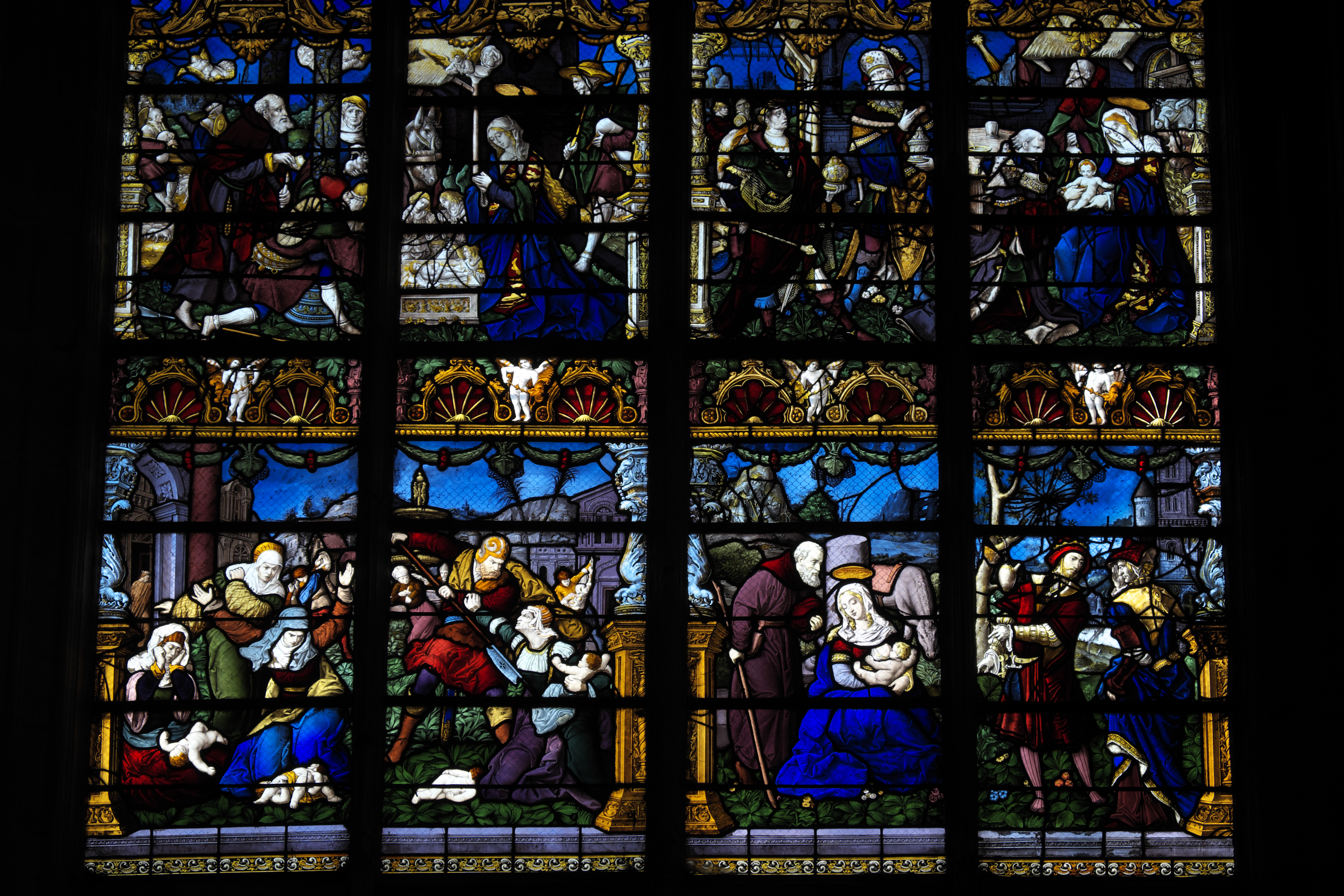
Ausschnitt mit Szenen zur Geburt Jesu

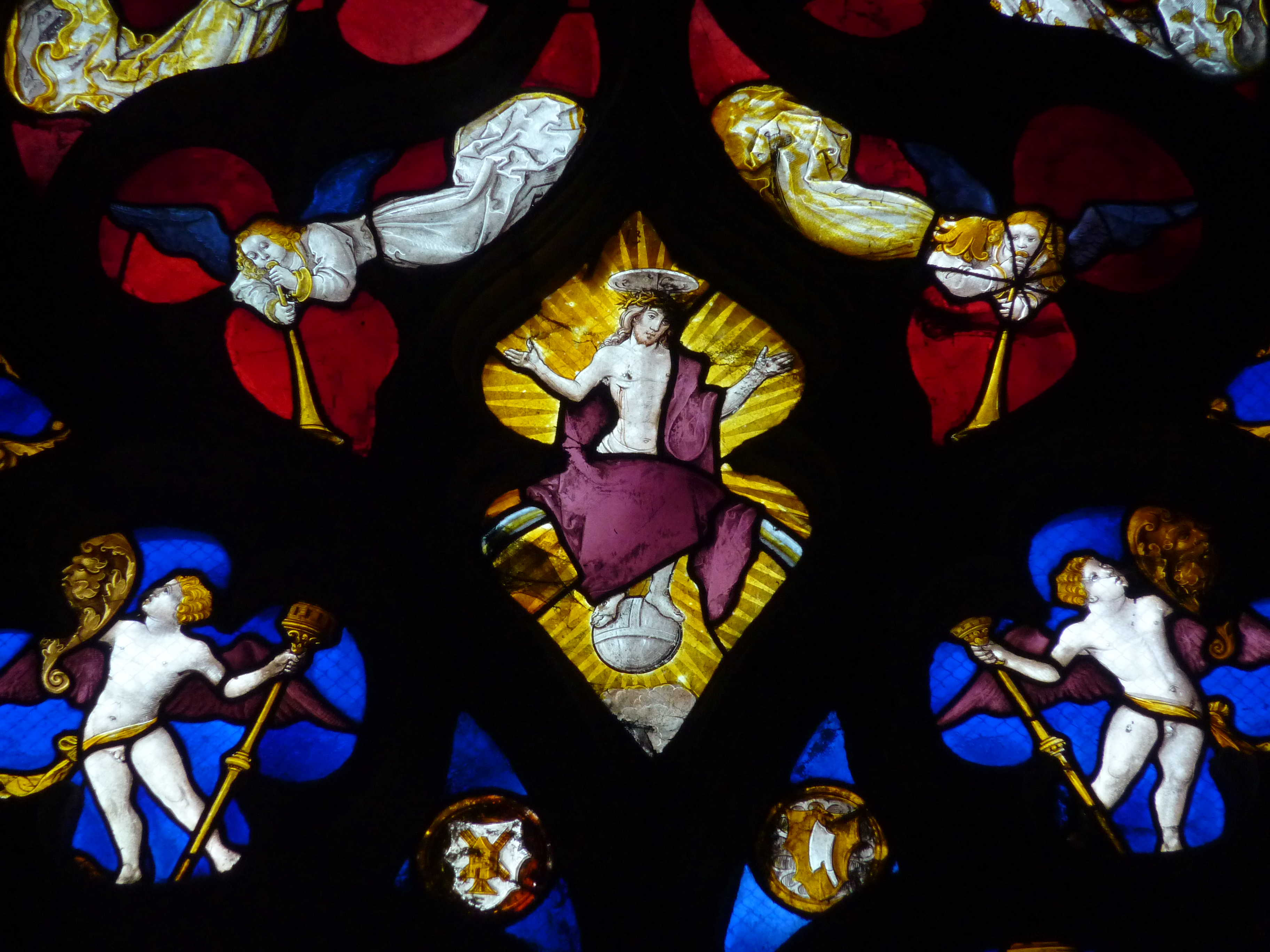
Maßwerk mit Majestas Domini

Das Bleiglasfenster Geburt Jesu in der Kirche Notre-Dame-en-Vaux in Châlons-en-Champagne, einer französischen Stadt in der Region Grand Est, wurde um 1525 geschaffen. Das Renaissancefenster ist seit 1840 als Monument historique klassifiziert.

## Beschreibung
Das 4,50 Meter hohe und drei Meter breite Bleiglasfenster wird Mathieu Bléville zugeschrieben, der auch weitere Fenster der Kirche Notre-Dame schuf. Das Fenster Nr. 21 (nach dem Schema von Corpus Vitrearum Medii Aevi) wurde von der Innung der Küfer in Châlons-en-Champagne gestiftet. Die Werkzeuge der Küfer, Klopfholz, Doloire und Reduktionszirkel, sind im Maßwerk zu sehen. Das Fenster wurde 1906 von Jean-Baptiste Anglade restauriert, wobei die Szenen Kindermord in Betlehem und Rast auf der Flucht nach Ägypten mit wenigen alten Resten neu geschaffen wurden.
Die Geburt Jesu wird in folgenden Szenen chronologisch dargestellt:
- Kindermord in Betlehem (unten links, 1. und 2. Scheibe)
- Rast auf der Flucht nach Ägypten (unten, 3. und 4. Scheibe)
- Verkündigung an die Hirten (links oben, im Hintergrund)
- Anbetung der Hirten
- Anbetung der Könige

Im Maßwerk befindet sich in zentraler Stelle eine Majestas-Domini-Darstellung umgeben von musizierenden Engeln.

## Weitere Fenster in derselben Kirche
- Schlacht von Clavijo (Notre-Dame-en-Vaux)
- Verherrlichung der Jungfrau (Notre-Dame-en-Vaux)
- Leben der Jungfrau (Notre-Dame-en-Vaux)
- Kreuzabnahme (Notre-Dame-en-Vaux)

## Vortrag
- Images et décors : Mathieu Bléville, peintre verrier de Saint-Quentin – Michel Herold Université de Picardie Jules Verne – Colloque Trame – Picardie Flamboyante du 21/11/2012 au 23/11/2012